# Uropsilus aequodonenia
Uropsilus aequodonenia és una espècie d'eulipotifle de la família dels tàlpids. És endèmica del sud-oest de la província xinesa de Sichuan. Es caracteritza per tenir nou dents a la filera de dalt i nou dents a la filera de baix. Les dades indiquen que es tracta del tàxon germà de U. andersoni. El seu nom específic, aequodonenia, significa ‘dents equivalents’ en llatí.